# الضاربة (جبلة)

تعديل مصدري - تعديل

الضاربة محلة تابعة لقرية الدخلة، التابعة لعزلة الشهلي بمديرية جبلة إحدى مديريات محافظة إب في الجمهورية اليمنية، بلغ تعداد سكانها 21 حسب تعداد اليمن لعام 2004.